# Rhinoclemmys annulata
Rhinoclemmys annulata – gatunek żółwia z rodziny batagurowatych (Geoemydidae).

## Występowanie
Występuje w Hondurasie, Nikaragui, Kostaryce, Panamie, zachodniej Kolumbii i Ekwadorze.

## Rozmiary
Długość karapaksu: samce do 20,2 cm, samice do 22,6 cm.

## Ochrona
Gatunek ten od 2023 roku jest objęty załącznikiem II konwencji waszyngtońskiej (CITES) i aneksem B UE.